# Correo OCA
OCA (Organización Coordinadora Argentina) es una empresa privada de correo postal creada en la provincia de Córdoba (Argentina) en 1957 por Tomas Kallos y Antonio Savid como un "servicio de gestión" para la empresa Industrias Kaiser Argentina (IKA).

## Historia
En 1960 la sede es trasladada a Buenos Aires, y OCA además del ferrocarril también se valió de una flota de vehículos propios y contratados para asegurar los envíos de correspondencia.
En 1973, el Gobierno Nacional de Argentina aprobó la Ley 20216 (Ley de Correos), que sustituyó a la Ley 816 del año 1876, la que hizo que los servicios acordados hasta entonces por las transportadoras privadas pasen a las manos del patrimonio estatal nacional.
En 1996 se fusiona con la firma Organización Courier Argentino S.A. (OCASA, empresa dedicada a brindar servicios corporativos).
En diciembre de 1997, OCA fue adquirida por 605 millones de dólares por el Grupo Exxel, un fondo de inversores extranjero administrado por el empresario Uruguayo Juan Navarro, que anunció la inversión para comprar EDCADASSA, Villalonga Furlong (la operadora de Interbaires, empresa que administra el free shop), Ocasa y OCA, todas empresas controladas por Alfredo Yabrán con la ayuda de testaferros (Acosta Hermanos).
En mayo de 1998, se hace cargo el empresario había designado como heredero a Héctor Colella (HC) en una carta que lo nombró por esas iniciales.
En 2001, la Secretaría de Defensa de la Competencia y del Consumidor negó el pedido de autorización de Francisco Macri para fusionar el Correo Argentino que adeudaba 2000 millones de dólares al Estado y la empresa OCA
En 2002, los diez bancos acreedores de OCA se quedaron con el control total de la firma a cambio de una deuda de US$ 230 millones que tenía el grupo Exxel.
En 2004, el Grupo Inversor Advent International, con sede en Boston, adquiere el paquete accionario de OCA.
En 2009, el presidente de la Compañía, Alfredo Romero, acordó con Advent la transferencia de OCA.
En 2013 el Grupo RHUO le compra el paquete accionario de la empresa a Alfredo Romero, y se convierte en propietario de OCA.
En 2014 se inició como patrocinador del Club Atlético Independiente.[cita requerida] Ese mismo 2014 Farcuh fue procesado por la justicia española por fraude y elusión fiscal, a su vez el empresario uruguayo se encontraba prófugo de la justicia mexicana desde 2012, sin embargo los pedidos de extradición fueron rechazados por el juez Martínez de Giorgi.
El 13 de mayo de 2017, luego de nueve meses, Patricio Farcuh, retomó la conducción de la compañía. Acompañado de más de 700 gendarmes, y avalado por una orden del juez Marcelo Martínez De Giorgi, el empresario puso fin al conflicto.
En 2019 la justicia argentina declaró la quiebra de la empresa debido a serias irregularidades desde los 90 y una deuda de $8.000 millones de pesos, no obstante, se aseguró que la empresa seguirá operando hasta la adquisición de la misma. Paralelamente 2019, dos meses antes que el juez Pablo Tejada decretara la quiebra de OCA por una deuda de 7.000 millones de pesos, de los cuales la mayor parte son deudas impositivas con la AFIP. Ese pasivo ahora superaba los 8.600 millones para fines de ese año.